# Pozemní síly Východního válčiště
Pozemní síly Východního válčiště Čínské lidové osvobozenecké armády (čínsky v českém přepisu čung-kuo žen-min ťie-fang-ťün tung-pu čan-čchü lu-ťün, pchin-jinem zhōngguó rénmín jiěfàngjūn dōngbù zhànqū lùjūn, znaky zjednodušené 中国人民解放军东部战区陆军) jsou pozemní složka Východního válčiště Čínské lidové osvobozenecké armády. 
Velitelství pozemních sil Východního válčiště je ve městě Fu-čou v provincii Fu-ťien.
Velitelem je v současnosti genpor. Kchung Ťün, politickým komisařem je genpor. Čang Chung-ping.

## Velení
| Velitelé 1. genpor. Čchin Wej-ťiang (秦卫江) (2016 – prosinec 2018) 2. genpor. Sü Čchi-ling (徐起零) (prosinec 2018 – duben 2020) 3. genpor. Lin siang-jang (林向阳) (duben 2020 – srpen 2021) 4. genpor. Kchung Ťün (孔军) (prosinec 2021 – ve funkci) | Političtí komisaři 1. genpor. Liao Kche-tuo (廖可铎) (2016 – duben 2019) 2. genpor. Čang Chung-ping (张红兵) (prosinec 2019 – ve funkci) |

## Organizační struktura

### Armádní sbory
- 71. armádní sbor (Sü-čou, Ťiang-su)[3]
- 72. armádní sbor (Chu-čou, Če-ťiang)[4]
- 73. armádní sbor (Sia-men, Fu-ťien)[5]

### Ostatní jednotky
- 31. pontonová brigáda
- 301. brigáda sil pobřežní obrany
- 302. brigáda sil pobřežní obrany
- 303. brigáda sil pobřežní obrany
- 304. brigáda sil pobřežní obrany